# Fabien Roussel

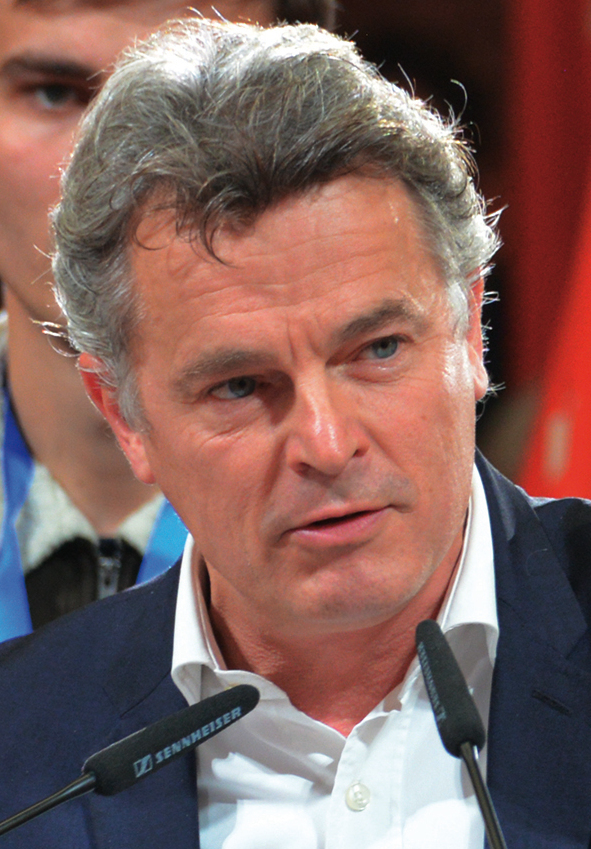
Fabien Roussel (2018)

Fabien Roussel (* 16. April 1969 in Béthune) ist ein französischer Politiker und Nationalsekretär der Parti communiste français. Er war der Kandidat seiner Partei bei der Präsidentschaftswahl in Frankreich 2022 und gehörte von 2017 bis 2024 für den Wahlkreis Nord XX der Nationalversammlung an.

## Biographie
Fabien Roussel stammt aus dem nordfranzösischen, vom Niedergang der Schwerindustrie geprägten Département Pas-de-Calais. Seine Schulzeit beendete er in Champigny-sur-Marne (Île-de-France), wo er sich dem Mouvement des jeunes communistes de France (MJCF) anschloss und begann, sich politisch zu engagieren. Dominierend waren Proteste gegen die Apartheid in Südafrika oder gegen Alain Devaquets letztlich gescheiterte Universitätsreform von 1986. Er absolvierte eine journalistische Ausbildung und arbeitete mehrere Jahre in diesem Bereich.
Von 1997 bis 2001 war Roussel Kommunikationsberater der (ebenfalls der kommunistischen Partei angehörigen) Tourismusministerin Michelle Demessine, die Zusammenarbeit hielt über Demessines Ausscheiden aus dem Ministeramt hinaus an. 2007 zog Roussel in die nordfranzösische Stadt Saint-Amand-les-Eaux, wo er sich kommunalpolitisch zu engagieren begann und 2014 in den Gemeinderat gewählt wurde. Schon seit 2010 hatte er als regionaler Vorsitzender (secrétaire départemental) und Mitglied des Nationalen Ausschusses (Conseil national) eine bedeutende Rolle innerhalb der kommunistischen Partei eingenommen. Bei der Parlamentswahl in Frankreich 2017 gelang Roussel der Einzug in die Nationalversammlung.
Im Oktober 2018 wurde zum Nachfolger von Pierre Laurent als Vorsitzender (secrétaire national) der Parti communiste français gewählt. Am 13. März 2021 kündigte er seine Kandidatur bei der Präsidentschaftswahl in Frankreich 2022 an. Das Antreten eines weiteren Kandidaten einer linken Partei wurde in den Medien als symptomatisch für die ideologische Zersplitterung dieses politischen Lagers gewertet.  Der Einzug in die Stichwahl misslang mit 2,28 Prozent der Stimmen deutlich.
Bei der vorgezogenen Neuwahl der Nationalversammlung 2024 verlor Roussel seinen Wahlkreis Nord XX an den Kandidaten des rechten Rassemblement National, Guillaume Florquin, der bereits im ersten Wahlgang 50,30 % der Stimmen auf sich vereinigen konnte. Nord XX wird damit zum ersten Mal seit 1962 nicht durch einen Kommunisten in der Nationalversammlung vertreten.

### Politische Positionen 2022
Im Vorfeld der Präsidentschaftswahl 2022 setzte sich Roussel insbesondere für die Erhöhung der Gehälter, Renten und Sozialleistungen ein. Er plädierte für ein Recht auf Arbeit und einen Eintritt in den Ruhestand mit 60. Außerdem forderte eine Erhöhung des Mindestlohns auf ein Nettogehalt von 1500 Euro im Monat. Weiters setzte sich Roussel für die Reetablierung und Verdreifachung der Vermögenssteuer ein. Im Bereich der Bildungspolitik wollte er das Budget des Bildungssystems erhöhen und 90.000 neue Lehrkräfte einstellen, den Studenten wollte er 850 Euro monatlich zur Verfügung stellen. Roussel sprach sich für die Einsetzung von Kernenergie und für einen Mix von erneuerbaren und nuklearen Energien aus. Hierin unterschied er sich von anderen linken Kandidaten wie Jean-Luc Mélenchon, Philippe Poutou oder Yannick Jadot. Des Weiteren forderte Roussel den Austritt Frankreichs aus der NATO.